# Gorani (Konjic)
Pour les articles homonymes, voir Gorani.
Gorani (en cyrillique : Горани) est un village de Bosnie-Herzégovine. Il est situé dans la municipalité de Konjic, dans le canton d'Herzégovine-Neretva et dans la fédération de Bosnie-et-Herzégovine. Selon les premiers résultats du recensement bosnien de 2013, il compte 195 habitants.

## Histoire
Le « site naturel et historique de Gorani » est inscrit sur la liste des monuments nationaux de Bosnie-Herzégovine ; l'ensemble naturel est constitué des collines environnantes d'Ilina et de Hum ; sur le plan historique, le territoire du village, habité depuis la Préhistoire, abrite quatre nécropoles avec en tout 200 stećci, un type particulier de tombes médiévales, un cimetière musulman avec 30 nişans (stèles ottomanes) et les vestiges de la mosquée de Hadži Šahman construite au XVIe siècle.

## Démographie

### Évolution historique de la population
| 1948 | 1953 | 1961 | 1971 | 1981 | 1991 | 2013 |
| ---- | ---- | ---- | ---- | ---- | ---- | ---- |
| -    | -    | 483  | 502  | 580  | 366  | 195  |

|  |

### Communauté locale
En 1991, la communauté locale de Gorani comptait 1 394 habitants, répartis de la manière suivante :